# Hrádníky (hrad)
Hrádníky (též Hradníky) jsou zaniklý hrad na místě pravěkého hradiště asi dva kilometry východně od Chocně v Pardubickém kraji. Pozůstatky hradiště i hradu jsou chráněny jako kulturní památka.

## Historie
Místo bývalého hradu je součástí hradiště z pozdní doby bronzové. Nejstarší opevnění zde vzniklo v období lužické kultury a druhá stavební fáze pochází z devátého století před naším letopočtem a patří k okruhu slezskoplatěnické kultury. Obě stavební fáze následovaly krátce po sobě a celková doba využívání hradiště se odhaduje na 50–60 let. Většina ohrazené plochy nebyla zastavěna, a proto se předpokládá, že hradiště mohlo sloužit jako shromažďovací prostor, k obchodu, slavnostem nebo k ochraně dobytka. Místo bylo osídleno i v jedenáctém století, ale opevnění v tomto období nebylo prokázáno.
O hradu se nedochovaly žádné písemné zprávy a jeho jméno je odvozeno od názvu samoty Hrádníky (též Peliny) pod ostrohem. Podle archeologických nálezů byl hrad založen na přelomu třináctého a čtrnáctého století a před polovinou čtrnáctého století zanikl. Zakladatelem hypoteticky mohl být král Václav II., který koncem třináctého století plánoval stavbu hradu v Chocni. Listinu však nelze jistě spojit s žádnou lokalitou v okolí města. Proti královskému založení také hovoří v té době už rozvinutá síť zeměpanských hradů a stavební podoba Hrádníků. Hrad také mohl sloužit jako opěrný bod lapků nebo šlechtické sídlo vázané na obchodní cestu, což by mohly dosvědčovat nalezené artefakty jako slitky stříbra a fragmenty vah nebo ostatkového kříže.

## Stavební podoba

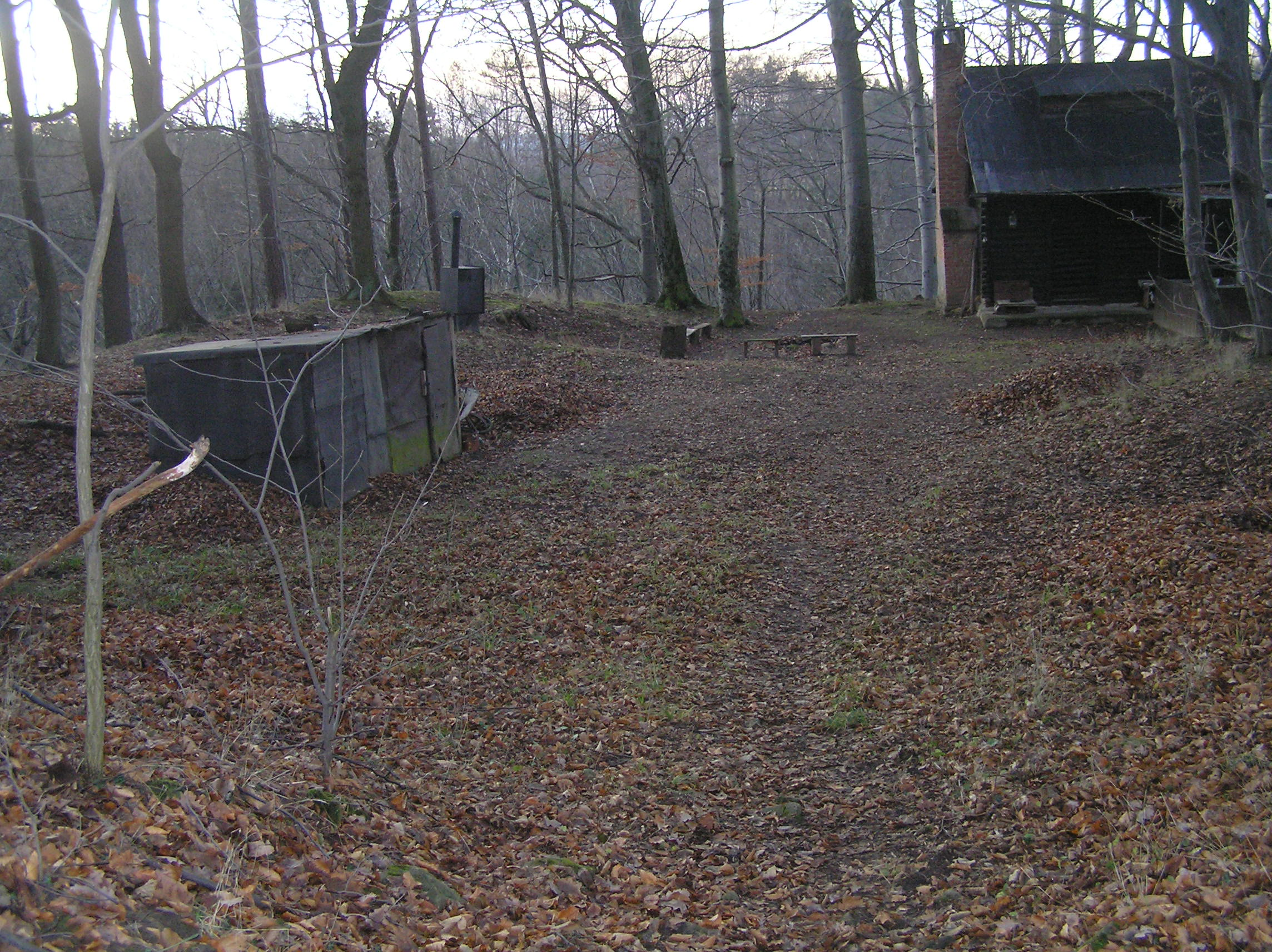
Areál rekreační chaty v prostoru hradního jádra

### Hradiště
Pravěké hradiště se rozlohou 8,5 hektaru se nachází v nadmořské výšce 330–340 metrů. Opevněná plocha má rozměry přibližně 600 × 230 metrů. Na stranách od jihu k západu hradiště chránily strmé svahy, zatímco severní svah je mírnější. Přístup umožňovala úzká šíje přepažená přibližně 87 metrů dlouhým příkopem a valem, který se dochoval ve výškách od dvou do sedmi metrů. V mladší stavební fázi byly opevněny také boční strany. Opevnění v podobě nevýrazné terénní hrany je patrné pouze na severní straně a jen v severovýchodní části se boční val dochoval do výšky pěti metrů.

### Hrad
Vrcholně středověký hrad byl založen v závěru ostrožny, kde jeho stavba zničila případné pozůstatky hradiště. Staveniště se nachází v nadmořské výšce okolo 320 metrů a převýšení nad hladinou Tiché Orlice dosahuje asi 25 metrů. Západní stranu ostrožny tvoří opukové skalní věže.
Od zbytku ostrožny byl hrad oddělen pět metrů hlubokým a dvacet metrů širokým příkopem vylámaným ve skále. Pokud se před ním nacházelo předhradí, není možné jeho pozůstatky odlišit od pravěkých nebo novodobých terénních úprav. Nad příkopem se nachází val, který je pozůstatkem kamenné zdi, v jejíž jižní části bylo v roce 1964 odkryto nároží. Prostor hradního jádra, kde pravděpodobně stával palác, byl zničen výstavbou rekreační chaty. Pouze na jižní straně se dochovala do skály vytesaná prohlubeň považovaná za pozůstatek studny nebo cisterny. Velké množství mazanice podél jižní hrany ostrožny v těchto místech dokládá existenci převážně dřevěné zástavby.